# Chorostków
Chorostków (ukr. Хоростків) – miasto na Ukrainie, w obwodzie tarnopolskim, w rejonie czortkowskim, do 1945 w Polsce, w województwie tarnopolskim, w powiecie kopyczynieckim, siedziba gminy Chorostków. Ośrodek przemysłu spożywczego.
Do 2020 w rejonie husiatyńskim.

## Historia

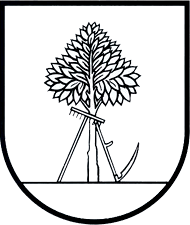
Dawny herb Chorostkowa

Chorostków pierwszy raz wzmiankowano w 1564 roku jako wieś nadaną Jakubowi i Jerzemu Strusom. Jeden z późniejszych właścicieli, Marcin Kalinowski, wybudował tu zamek i w 1632 roku podniósł miejscowość do rangi miasteczka. Następnymi właścicielami Chorostkowa byli Sanguszkowie, a po nich Lewiccy. W XVIII wieku corocznie odbywało się tu 18 targów i jarmarków.
W 1851 roku założono w Chorostkowie pierwszą parafię rzymskokatolicką a w 1859 roku wybudowano kościół.
W 1890 roku przez Chorostków przeprowadzono linię kolejową Tarnopol-Czortków.
W II Rzeczypospolitej miasto w powiecie kopyczynieckim województwa tarnopolskiego. W 1921 roku liczył 6787 mieszkańców, w tym 2591 Ukraińców, 2209 Polaków i 1979 Żydów. W 1931 roku liczba mieszkańców wzrosła do 6924.
Po zajęciu Chorostkowa przez Niemców w lipcu 1941 roku SD rozstrzelało 40 Żydów, a w toku pogromu zabito ich co najmniej 110. 1 października 1941 Niemcy rozstrzelali kolejnych 147 Żydów. 30 września 1942 hitlerowcy deportowali 1,2 tys. Żydów do obozu śmierci w Bełżcu, a pozostałych przesiedlili do Kopyczyniec. Za pomoc Żydom podczas  okupacji niemieckiej w Chorostkowie medalami Sprawiedliwy wśród Narodów Świata nagrodzeni zostali Ukraińcy Ołena i Demjan Woronowie, Karolina i Stanisław Szewczukowie oraz Polki Stefania Fiałkowska i Hanna Zawadija.
W kwietniu 1944 roku banderowcy dokonali ataku na miejscowość i zabili 17 Polaków oraz 3 byłych sowieckich żołnierzy. W marcu 1945 roku Komitet Ziem Wschodnich wskazywał Chorostków jako jedno z kilku skupisk Polaków w powiecie kopyczynieckim.
W 1977 roku Chorostkowowi nadano prawa miejskie.
W 1989 liczyło 8811 mieszkańców.
W 2013 liczyło 7057 mieszkańców.

## Zabytki
- Zespół pałacowy: tzw. stary pałac wybudowany w stylu klasycystycznym pod koniec XVIII w. przez Józefa Kalasantego Lewickiego, nowy pałac powstały pod koniec XIX w, stajnia, ujeżdżalnia, XVIII-wieczna brama wjazdowa, pozostałości parku[5]

- neoklasycystyczna cerkiew z 1887 roku[5]
- neogotycka kaplica grobowa Lewickich (około 1869 r.), obecnie kościół rzymskokatolicki pw. św. Michała Archanioła[5]
- ratusz (XIX w.)[5]
- stacja kolejowa Chorostków (1890)[5]
- nieistniejący zabytkowy kościół (w 1970 władze radzieckie planowały utworzyć w nim klub i kino, w tym celu zdecydowano o wyburzeniu wieży przykościelnej, jednak przy drugiej próbie wysadzenia tego obiektu, zniszczeniu uległ również sam budynek kościoła[16])

## Sport
Zoria (Chorostków) – ukraiński klub piłkarski.

## Urodzeni w Chorostkowie
- Tadeusz Bronisław Bieńkowski – kapitan Wojska Polskiego.
- Jan Maszkowski (ur. w 1793) – polski malarz.
- Stanisław Styś (ur. w 1896) – polski jezuita, biblista, tłumacz Biblii, profesor.
- Władysław Jóźków (ur. w 1933) – polski duchowny katolicki.
- Kazimierz Buczma (ur. w 1934) - wojewoda kaliski.